# Soyopa (Sonora)
Soyopa è una municipalità dello stato di Sonora nel Messico settentrionale, il cui capoluogo è la località omonima.
Conta 1.420 abitanti (2010) e ha una estensione di 1.716,77 km².
Il nome della località significa in lingua yaqui terra calda.